# Ximending

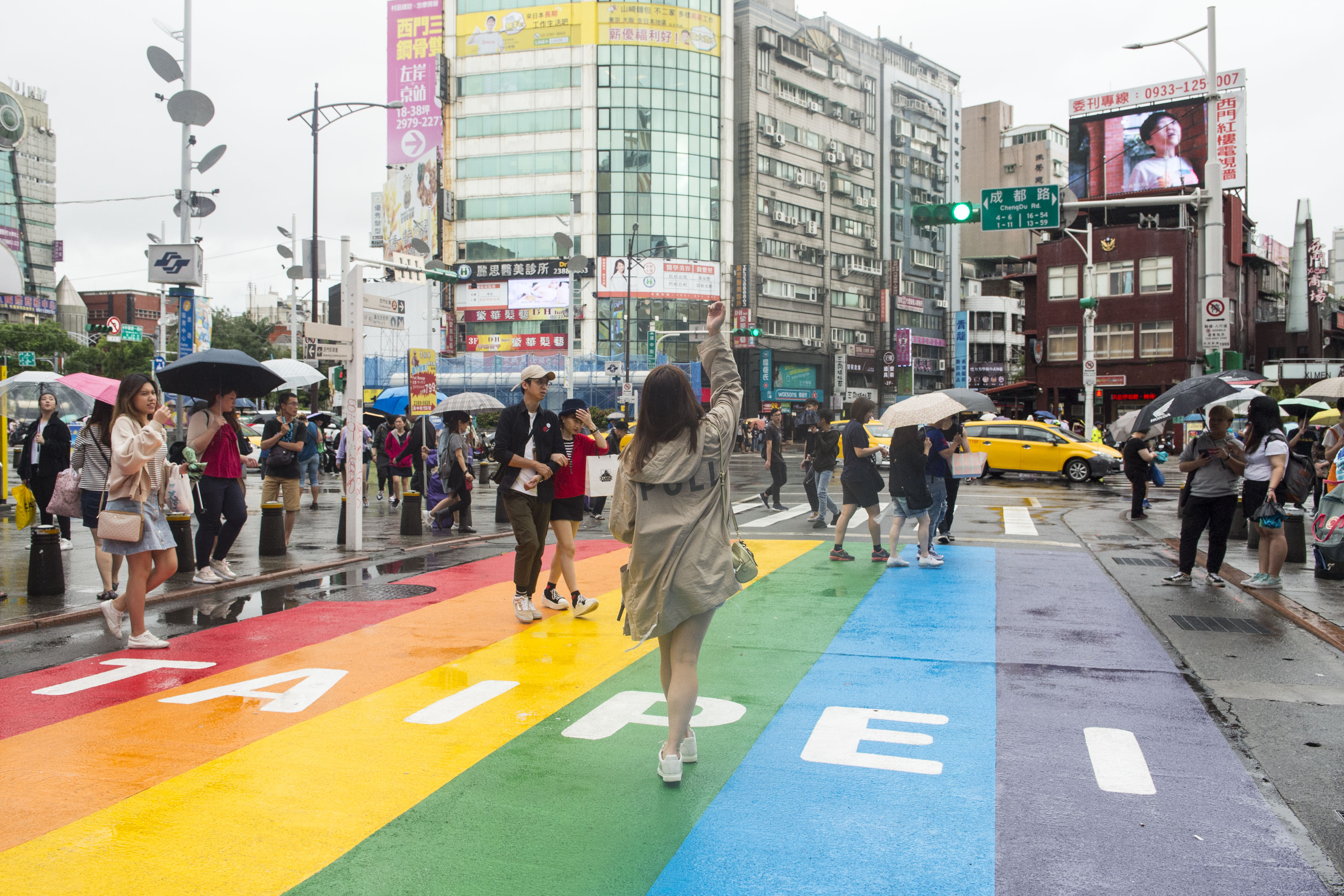
Ximending

Ximending (en chino tradicional, 西門町; pinyin, Xīméndīng; Wade-Giles, Hsi-men-ting; pe̍h-ōe-jī, Se-mn̂g-teng; Romaji: Seimon-chō; a veces escrito Ximenting) es una zona de tiendas situada en el Distrito de Wanhua de Taipéi, Taiwán. Ximending es una atracción turística popular entre los turistas internacionales y los jóvenes, y tiene una gran reputación a nivel internacional. Fue la primera zona peatonal de Taiwán.

## Descripción

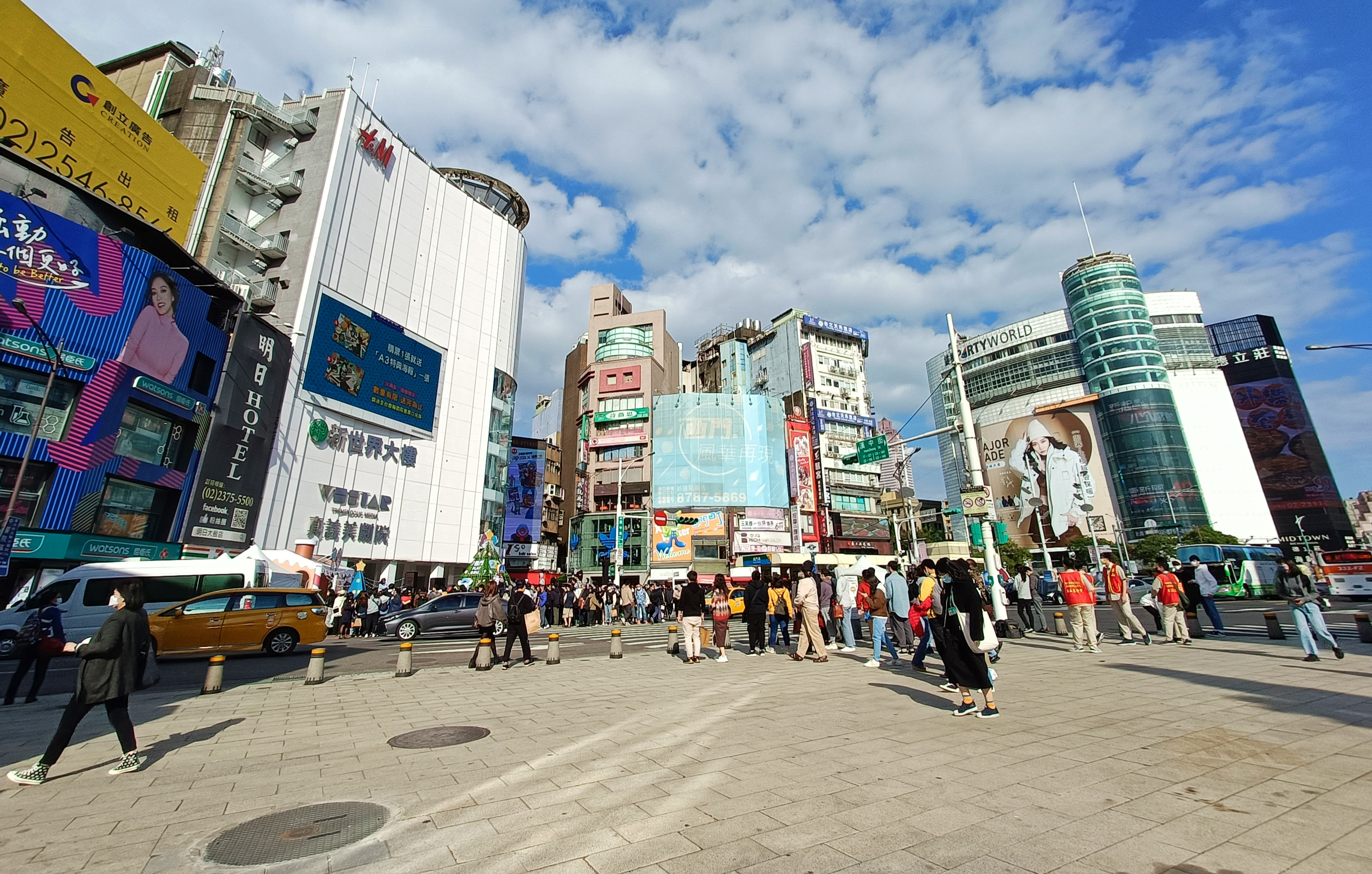
Ximending

Se ha calificado a Ximending como el "Harajuku de Taipéi" y el "Shibuya de Taipéi". Ximending es el centro de la moda, la subcultura y la cultura japonesa de Taiwán. Ximending alberga muchos clubes y bares. Esta zona está situada en el noreste del Distrito Wanhua de Taipéi y también es la zona de tiendas más importante del de Taipéi. La zona peatonal de Ximending fue la primera zona peatonal creada en Taipéi y la mayor de Taiwán.

## Acceso
Debido a que muchas líneas de autobús atraviesan Zhonghua Road, Ximending es una zona importante para transbordos de autobuses. También se puede acceder a Ximending mediante la salida seis de la Estación Ximen del Metro de Taipéi (líneas Banqiao y Xiaonanmen).

## Historia

### Nombre
Ximending se llama así por la división administrativa Seimon-chō (西門町), que existió durante la dominación japonesa. Este topónimo designaba una zona fuera de la puerta oeste de la ciudad, que comprendía las actuales Chengdu Road (成都路), Xining South Road (西寧南路), Kunming Street (昆明街) y Kangding Road (康定路). Sin embargo, actualmente la zona peatonal de Ximending no solo comprende Seimon-chō sino también Wakatake-chō (若竹町) y Shinki-chō (新起町). La escritura histórica de la zona era Hsimenting, que se basaba en la romanización Wade-Giles del chino mandarín. El uso del carácter "町" es inusual en chino: designa una chō (una parte de un barrio) en el sistema municipal japonés.

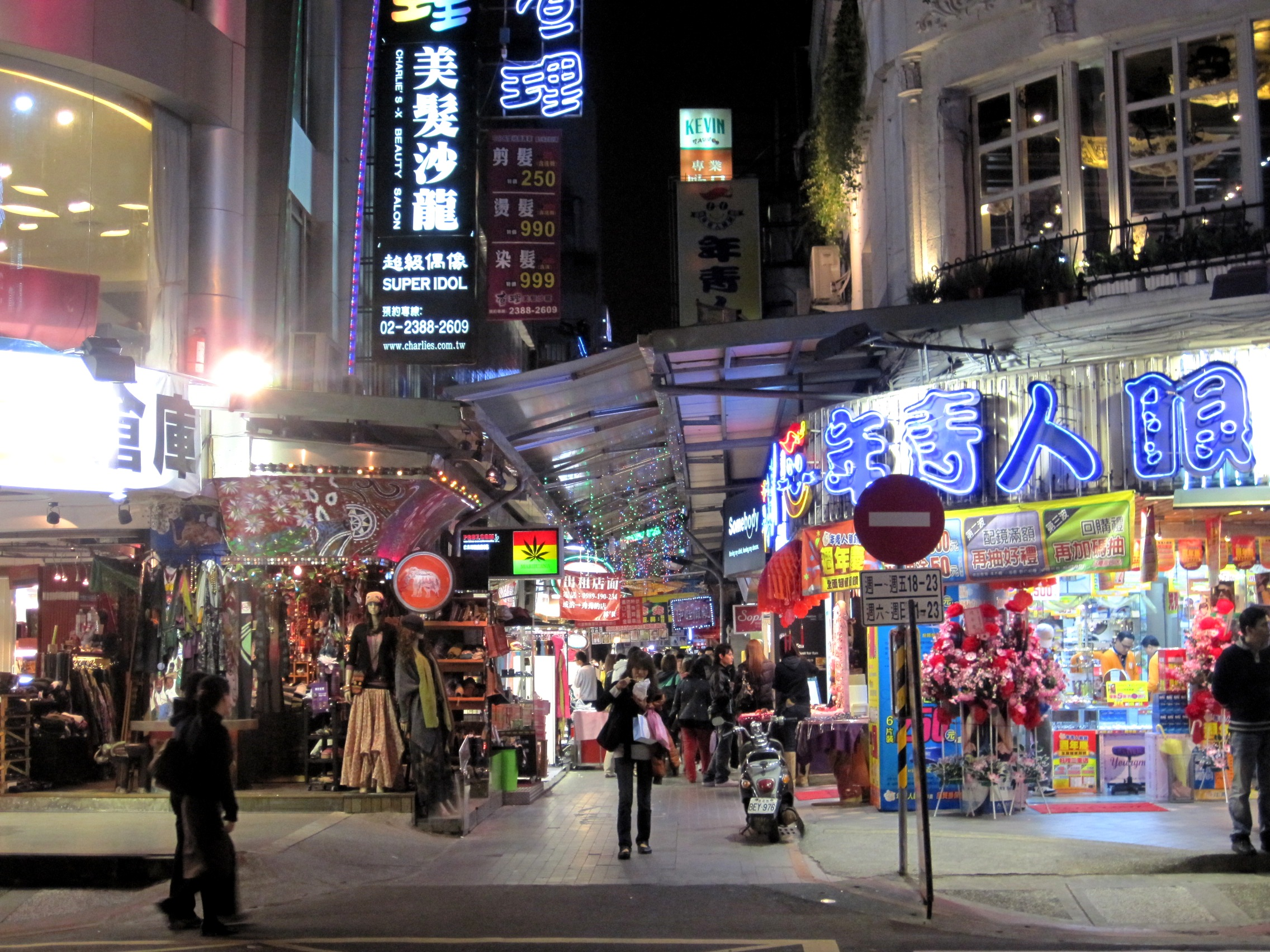
Una calle lateral de Ximending por la noche.

### Origen
El nombre de Ximending procede de su posición fuera de la puerta oeste de la ciudad de Taipéi. Al principio de la dominación japonesa, Ximending era una zona salvaje, a través de la que había una carretera que conectaba la puerta oeste de Taipéi con la ciudad de Bangka. Posteriormente, los japoneses decidieron seguir el ejemplo de Asakusa en Tokio y establecer una zona de ocio y negocios. Las primeras instalaciones de ocio construidas fueron Taihokuza en 1897, Eiza (llamado ahora Nuevo Mercado de Wanguo) en 1902, y el Teatro Rojo en 1908.

### Teatros
Ximending se convirtió en una conocida calle de teatros de Taipéi en la década de 1930 y se hizo aún más próspera tras la derrota de Japón. En la década de 1950, todos los teatros estaban llenos y las calles repletas de revendedores. Gradualmente, abrieron más teatros uno tras otro. Wuchang Street llegó a tener más de diez teatros. Sin embargo, en la década de 1990, debido a que Taipéi crecía hacia el Distrito Este y lejos de Ximending, empezó a perder clientes. En 1999, el ayuntamiento transformó Ximending en una zona peatonal, prohibiendo la entrada de vehículos en fines de semana y fiestas nacionales, una iniciativa que ha atraído a compradores jóvenes e hizo que aumentaran los clientes. Actualmente, Ximending tiene más de veinte teatros y seis mil tiendas, y es una zona popular para pequeños conciertos, lanzamientos de álbumes y actuaciones callejeras. También contiene varios Red Envelope Clubs, fundados en los años sesenta.

### Lugares históricos
Debido a su historia, Ximending contiene varios monumentos de interés histórico. Construido durante la ocupación japonesa, el Templo de Matsu es un importante templo histórico. Otro importante edificio de la época japonesa es el Teatro Rojo, inaugurado originalmente como mercado. La homónima Puerta del Oeste fue derribada en 1905. El Mercado de Chunghwa se situaba en esta zona, pero fue demolido en 1992.

## Popularidad
Ximending atrae una media de tres millones de compradores cada mes. Se ha apodado el "Harajuku de Taipéi". Las librerías de la zona venden revistas, libros, CDs y ropas japonesas, lo que le hace un paraíso para los "Harizu", o admiradores de la cultura japonesa. En las calles se agolpan vendedores, así como grandes edificios comerciales, como el Wannien Department Store y Shizilin Square de día, y Wanguo Department Store y Eslite 116 por la noche.

## Transporte
Ximending está poca distancia al noroeste de la Estación Ximen del Metro de Taipéi.